# Awa Kenzo
Awa Kenzo (* 4. April 1880; † 1. März 1939) war ein japanischer Kyūdō-Meister.

## Leben
Awa studierte die Technik des Kyūdō zunächst in der Tradition der Heki-ryu Sekka-ha und der Heki-ryu Chikurin-ha, begann aber nach einem religiösen Erleuchtungserlebnis eine ganz eigenwillige, die spirituelle Dimension in den Mittelpunkt rückende Auffassung vom Weg des Bogens zu entwickeln. Damit stellte er sich bewusst außerhalb der damals etablierten Tradition des Kyujutsu, hatte aber zahlreiche Schüler und nachhaltigen Einfluss in ganz Japan. Awas Lehre vom „Daishadõ-kyõ“ (Große Lehre vom Weg des Schießens) zielt auf eine ganzheitliche Veränderung des Schützen im Sinne einer religiösen Erleuchtung durch die Praxis des Bogenschießens.
In der westlichen Welt erlangte Awa Kenzo Bekanntheit vor allem als Lehrer des Philosophen Eugen Herrigel. Außerdem war der deutsche Zen-Lehrer Karlfried Graf Dürckheim sein Schüler.